# Kisantu
Kisantu (cunoscut și ca Inkisi) este un oraș din vestul Republicii Democrate Congo. Este cunoscut pentru catedralele sale mari și pentru grădinile sale botanice mari. Populația sa este de aproximativ 78.000 de oameni.

## Transport
Kisantu este străbătut de o gară a sistemului naținal de căi ferate. Orașul are și un aeroport.